# 데이비드 림
데이비드 브래들리 림(영어: David Bradley Lim, 1983년 9월 23일 ~ )은 미국의 배우이다.
중국계 미국인이다. 캘리포니아 오클랜드에서 태어났다.

## 영화
- 인어프로프리어트 코미디 (2013년)
- 아줌마! 미쳤어??? (2009년)
- 아메리카 넥스트 톱 모델 (2003년) - 본인 역

## 드라마
- S.W.A.T. 시즌 8 - 빅터 탄 역